# Euphorbia illirica
Euphorbia illirica (молочай волохатий як Euphorbia villosa Waldst. & Kit.) — вид трав'янистих рослин з родини молочайних (Euphorbiaceae), поширений в Алжирі та Європі від Іспанії до України.

## Опис
Багаторічна рослина. Стебла найчастіше висотою 40–80 см, прямі, рідше коротко висхідні, голі або коротковолосисті. Листова пластина довгасто-ланцетна або довгасто-яйцювата до оберненояйцювата, сірувато-зелена. Плід сферичний, голий або розкиданий волосатий.

## Поширення
Поширений в Алжирі та Європі від Іспанії до України.
Населяє вологі й мокрі луки, прибережні чагарники, вологі листя в дубових лісах, росте на свіжо-вологих ґрунтах з вищим вмістом гумусу, особливо на вапняних субстратах. Шукає більш вологі й тіньові місця проживання.

## Галерея

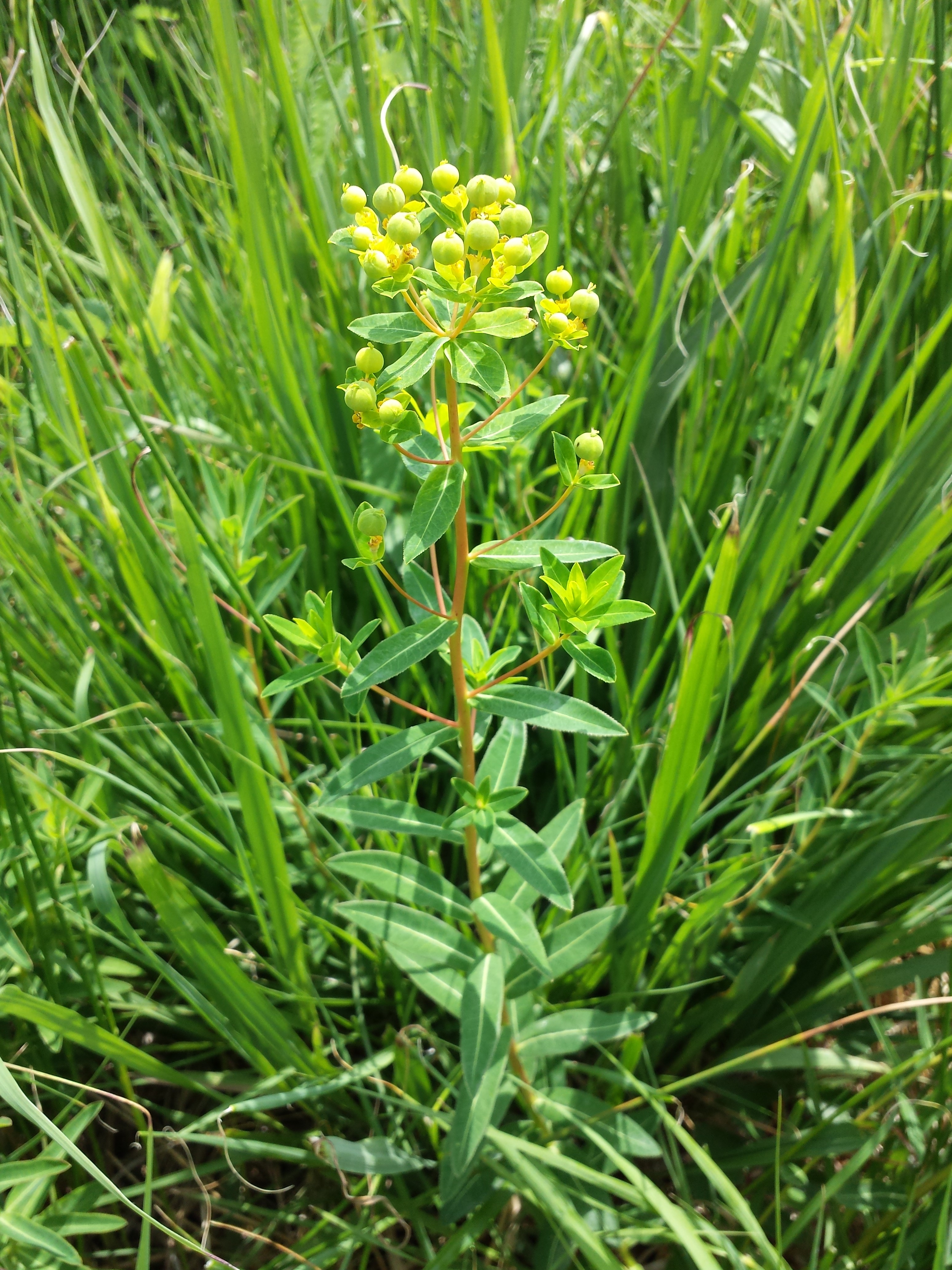
рослина
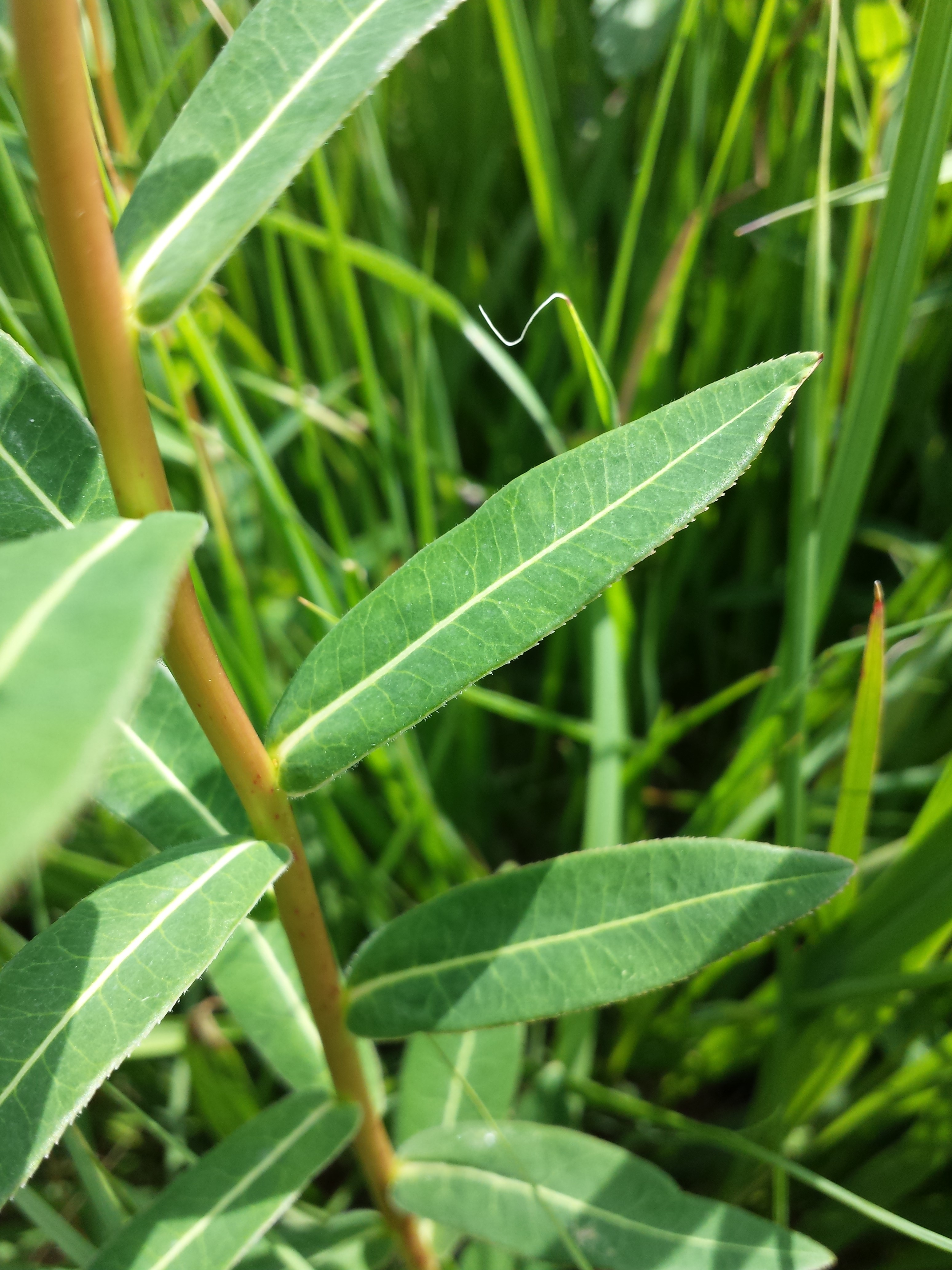
стебло й листя
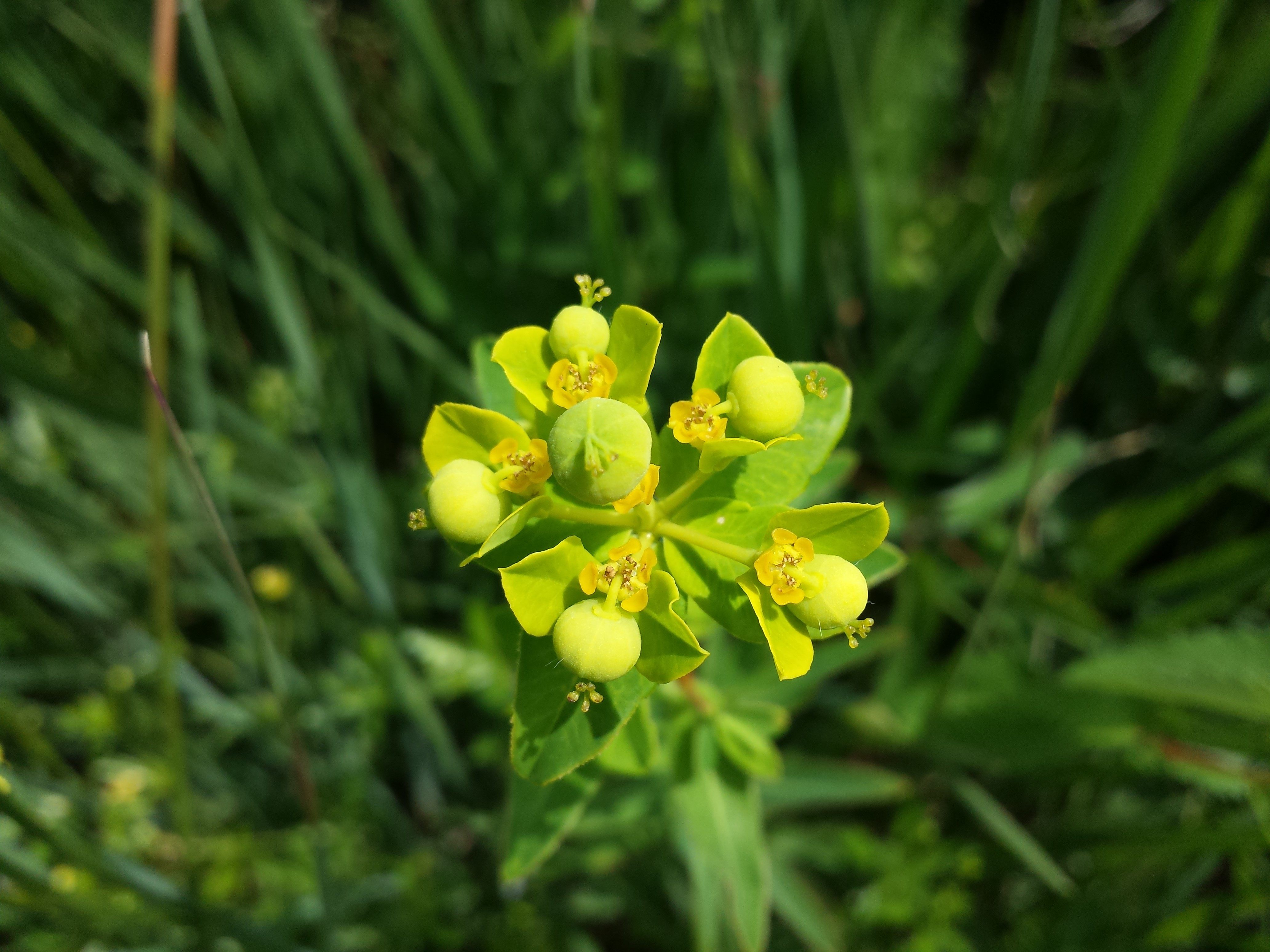
супліддя